# 족하수
족하수(Foot drop)란 좌골신경을 포함하여 총비골신경의 쇄약, 자극 및 손상과 하지 앞부분의 근육 마비로 인해 발 앞쪽부위가 처져서 걸음걸이에 이상이 발생하는 것을 의미한다. 이는 그 자체로 질병이 아니라 더 큰 질병의 증상이다. 발 낙하란 발가락을 올리거나 발목에서 발을 올리는 능력이 없거나 손상된 것으로 특징지어진다. 발바닥은 근육 약화 또는 마비 정도에 따라 일시적이거나 영구적일 수 있으며, 한쪽 발이나 양쪽 발에서 발생할 수 있다. 걸을 때, 발을 올려놓은 다리는 땅을 따라 끌지 않도록 무릎에 약간 구부린다. Foot drop은 신경 손상 단독 또는 근육 또는 척수 외상, 비정상적인 해부학, 독소 또는 질병으로 인해 발생할 수 있다. 독소에는 살충제로 사용되던 유기인산염 화합물이 포함되어 있다. 이 독은 유기인 유도성 다뇨병이라 불리는 신경퇴행 장애와 같은 신체에 더 큰 손상을 초래할 수 있다. 이 장애는 운동과 감각 신경 경로의 기능 상실을 초래한다. 이 경우 발바닥은 신경기능장애로 인한 마비일 수 있다. 발을 떨어뜨릴 수 있는 질병에는 섬유질, 뇌졸중, 요행성 측두엽, 근육 위축, 폴리오멜염, 샤코트 마리 두꺼병, 다발성 경화증, 뇌성마비, 유전성 척추후군, 빌레인-바란데 증후군, 웰랜더 근위대증, 프리드리히맥시아의 후두 외상 등이 포함된다. 그것은 또한 고관절 교체 수술이나 무릎 인대 재건 수술의 결과로 발생할 수 있다.

## 징후 및 증상
발바닥은 스텝퍼지 걸음걸이로 특징지어진다. 걷는 동안, 이 병을 앓고 있는 사람들은 발을 끌거나 무릎을 구부려 발을 평소보다 더 높이 들어 끌며 걷는 것을 피한다. 이는 발가락이 끌리는 것을 방지하고 슬랩을 방지할 수 있을 만큼 발을 높이는데 도움이 된다. 발바닥을 수용하기 위해 환자는 발가락을 떨어뜨리는 동안 마치 위층으로 걸어가는 것처럼 다리를 과도하게 올리면서 독특한 발끝 걸음걸이를 사용할 수 있다. 넓은 바깥쪽 다리 스윙(허벅지를 과도하게 들어 올리거나 팔다리의 반대 방향으로 코너를 돌리지 않기 위해)과 같은 다른 가트도 발을 떨어뜨릴 수 있다. 발바닥의 감각장애(마취)를 가진 환자는 걸음걸이가 비슷할 수 있지만 발바닥은 떨어지지 않는다. 발에 작은 압력까지 가해지는 극심한 고통 때문에 환자는 마치 맨발로 뜨거운 모래 위를 걷는 것처럼 걷는다.

## 병태생리
모든 신경학적 병변의 원인과 마찬가지로 발 낙하 원인은 이식이 고려되기 전에 국소화에 초점을 맞춘 접근방식을 사용하여 접근해야 한다. 대부분의 경우 신경 질환의 결과이고 드물게 근육이 병들고 기능하지 않는 것이 원인이다. 신경 장애의 근원은 중심(척추 또는 뇌) 또는 말초(척수에서 말단 근육 또는 감각 수용기로 연결하는 곳에 위치)일 수 있다. 발바닥은 하퇴부를 구성하는 근육이나 뼈와 관련된 병리학의 결과물인 경우가 거의 없다. 전두엽은 발을 들어올리는 근육이다. 전두엽이 횡경막에서 중요한 역할을 하지만, 그것은 섬유질 테르티우스, 원외 굴곡, 외경 환각 장막의 도움을 받는다. 만약 드롭풋이 신경 장애에 의해 야기된다면, 이 근육들은 모두 신경 신경에서 분기하는 깊은 섬유질 신경에 의해 내부가 보호되기 때문에 영향을 받을 수 있다. 좌골신경계는 다섯 번째 요추 신경공간에서 발생하는 근본을 가지고 요추 플렉서스를 빠져나간다. 때때로, 전두엽, 위장관, 단층근 반대쪽 근육의 경련이 발바닥에서 일어나 발바닥보다 병리학을 훨씬 더 복잡하게 만든다. 고립된 발 낙하란 보통 약한 상태를 말한다. MRC에 따르면 발바닥으로 볼 수 있는 약점 등급이 다음과 같다. 0 = 완전 마비, 1 = 수축의 깜박임, 2 = 중력이 단독으로 제거되어 수축, 3 = 중력만으로 수축, 4 = 중력 및 일부 저항에 대한 수축 5 = 강력한 저항에 대한 수축(정상 전력) fppt drop은 발 슬랩과 다르며, 발바닥이 종종 동시에 바닥과 부딪힐 때 각 스텝에서 발이 부딪힐 때 발생하는 소리를 들을 수 있다. 뇌혈관 질환 주변 신경(공통, 빈번한) — 화학적, 기계적, 질병 시각 신경—직접 외상, 발진성 Lumbosacral 플렉서스, L5 신경근(특히 뒷다리 방사선의 통증과 관련하여 공통) 척추 측만증후군(Cauda quisina symission)은 척추 측위 원위부위 내에 있는 신경근에 의해 척수 말단까지 침범하여 발생한다. 척추 코드(분리된 발 강하를 거의 유발하지 않음) —폴리머미스, 종양 뇌(비공통하지만 종종 간과되는 경우) — 뇌졸중, TIA, 종양 유전학(Charcot-Marie-Tooth 질병 및 압박성 마비에 대한 책임이 있는 유전 신경병) 비유기적 원인. L5 신경근과 관련된 경우 가장 일반적인 원인은 탈골판이다. 발 낙하의 다른 원인으로는 당뇨병(일반화된 말초신경장애로 인한), 외상, 운동신경질환(MND), 약물이나 알코올에 대한 부작용, 다발성 경화증 등이 있다. Gait cycle, Drop foot과 발바닥은 환자의 발목에서 발을 올리는 능력에 영향을 미치는 비정상적인 신경근육 질환을 묘사하는 상호 교환 가능한 용어다. 발을 떨어뜨리는 것은 발가락을 몸쪽으로 향하게 하거나 발목의 안쪽이나 바깥쪽으로 움직일 수 없게 하는 것 또한 특징이다. 따라서 정상적인 걸음걸이 주기는 드롭풋 신드롬에 의해 영향을 받는다. 정상적인 걸음걸이 사이클은 다음과 같다. 회전 단계(SW): 발이 지면에 닿지 않는 시간. 발이 절대 지면에서 떠나지 않는 경우(발 끌기), 발의 모든 부분이 전방으로 움직이는 단계로 정의할 수 있다. 초기 접촉(IC): 발이 처음 지면에 닿았을 때의 걸음걸이 사이클의 지점. 이것은 자세 단계의 시작을 나타낸다. 힐과 초기 접촉이 많은 상황에서 힐과 이루어지지 않기 때문에 힐 타격은 임상 걸음걸이 분석에 사용되는 용어가 아니라는 점을 시사한다. 제안: 발 타격을 사용해야 한다. 단말 접촉(TC): 발이 지면에서 떨어질 때의 걸음걸이 사이클의 포인트: 이것은 자세 단계의 끝 또는 스윙 단계의 시작을 나타낸다. 발차기라고도 한다. 토오프는 토우가 지면에서 벗어날 마지막 부분이 아닌 상황에서는 사용하지 않아야 한다. 드롭풋 걸음걸이 주기에는 더 많은 과장된 단계가 필요하다. Drop foot SW: 움직이는 발이 영향을 받는 발일 경우 무릎이 더 크게 굽어져 비틀림 현상이 발생할 수 있다. 이러한 무릎 굴곡의 증가는 계단 오르기 동작을 유발할 것이다. Drop footIC: 움직이고 있는 발의 초기 접촉은 정상적인 발꿈치 대 발 타격을 받지 않는다. 대신에, 발은 땅을 치거나 전체 발을 땅에 한번에 심을 수 있다. Drop foot TC: 드롭풋이 있는 환자에게서 관찰되는 단말 접촉은 상당히 다르다. 환자는 발에 약해지는 경향이 있기 때문에 체중을 지탱할 능력이 없을 수도 있다. 종종 보행자나 지팡이는 이러한 측면을 돕는데 사용된다. Drop Foot는 발을 비틀거나, 굽히거나, 뒤집을 수 없는 것이다. 따라서, Gait 주기를 볼 때, 대부분의 비틀림 동작을 포함하는 Gait 사이클의 10%에서 발의 힐 접촉, 전체 스윙 단계 또는 Gait사이클의 60-100%이다. 이것은 또한 Gait 비정상이라고 알려져 있다.

## 진단
정기검사에서 초기진단을 실시하는 경우가 많다. 이러한 진단은 의사에 의해 신체 이학적 검사와 초음파 MRI 같은 영상의학적 검사와 근전도 같은 전기신경 검사 등 의해 확인될 수 있다. 발을 떨어뜨리는 사람은 발 앞(볼과 발가락)을 땅에서 들어 올릴 수 없기 때문에 발 뒤꿈치를 걷는 데 어려움을 겪을 것이다. 따라서 환자에게 도르시플렉스를 요청하는 간단한 테스트가 문제의 진단을 결정할 수 있다. 이것은 이동성을 관찰하는 0-5 척도로 측정된다. 최저점 0은 완전한 마비를 결정할 것이고 최고점 5는 완전한 이동성을 결정할 것이다. 이 진단에 대한 기본 식이학을 결정하는 데 도움이 될 수 있는 다른 테스트가 있다. 그러한 시험에는 손상된 신경의 주변 영역과 손상된 신경 자체를 각각 평가하기 위한 MRI, MRN 또는 EMG가 포함될 수 있다. 발을 들어올리는 근육과 의사소통하는 신경은 경골 신경이다. 이 신경은 발목의 등뼈가 구부릴 때 사용되는 다리 앞쪽 근육을 내측시킨다. 식물성 굴곡에 사용되는 근육은 경골신경에 의해 내복되고 종종 발바닥이 있을 때 단단해진다. 발목의 경련이 일어나지 않도록 하는 근육도 경골신경에 의해 내부로 전이되며, 그리고 이 부분에서도 약함을 발견하는 것은 흔한 일이다. 하퇴부의 마취, 특히 발과 발목의 윗부분에 있는 마취도, 모든 경우에 그러하지는 않지만, 발 낙하와 동반할 수 있다. 일반적인 요가 무릎 kne기 운동인 바라자나는 "yoga foot drop"라는 이름으로 발바닥과 연결되어 있다.

## 치료
AFO(Ankle Foot Orthosis) 브레이스는 발과 발목을 지지하기 위해 사용되는 정형외과의 일종이다. 근본적인 장애를 치료해야 한다. 예를 들어, 허리 아래쪽의 척추 디스크 탈선이 다리에 가는 신경에 영향을 주고 발바닥의 증상을 일으킨다면, 탈골된 디스크를 치료해야 한다. 발을 떨어뜨린 것이 말초 신경 부상의 결과라면, 18개월에서 2년의 회복 기간을 갖는 것이 좋다. 신경 기능의 회복이 일어나지 않는 것이 명백하다면, 이러한 유형의 개입으로 인한 결과가 혼합되더라도, 신경을 수리하거나 이식하는 외과적 개입을 고려할 수 있다. 척추 협착에 대한 비수술적 치료에는 물리치료사가 개발한 적절한 운동 프로그램, 활동 수정(척추 협착증 증세를 유발하는 활동 방지), 역학 주사, 이부프로펜이나 아스피린과 같은 항염증 약물이 포함된다. 필요한 경우 정상적인 구조를 최소로 파괴하는 감압 수술을 사용하여 척추 협착을 치료할 수 있다. 이 상태에 대한 비수술적 치료는 위에서 설명한 척추 협착증 비수술 방법과 매우 유사하다. 많은 환자들이 그들의 기능을 향상시키고 고통을 덜 경험하기 때문에, 척추 융접 수술은 이 상태를 치료하기 위해 필요할 수 있다. 척추골절의 거의 절반은 심한 요통 없이 발생한다. 진통제, 진행성 활동, 또는 가새 또는 지지대가 골절에 도움이 되지 않는 경우, 두 가지 최소 침습성 절차, 즉 척추골격술 또는 척추후만술이 선택 사항일 수 있다. 기능성 전기자극(FES)은 전류를 사용해 척수 부상(SCI), 머리 부상, 뇌졸중, 기타 신경 질환으로 인한 마비로 인한 신경 내경마비를 활성화하는 기법이다. FES는 주로 장애인의 기능을 회복하는 데 사용된다. 이것은 가끔 신경근육체 자극(NMES)이라고 불리기도 한다. 가장 최근의 치료법은 발을 들어올릴 때 발을 들어올리는 경막신경의 자극을 포함한다. 많은 뇌졸중과 다발성 경화증 환자들은 그것에 성공했다. 종종 발바닥을 가진 사람들은 버팀대나 부목을 사용하지 않고 스테파지 걸음이나 하이프 하이킹과 같은 보상 기술을 선호한다. 일부 치료는 아래쪽 "L"자 형태의 발업 발목 지지대(측근 정형)만큼 쉬울 수 있다. 또 다른 방법은 환자의 발목 주위에 배치된 커프와 신발끈 아래에 설치된 상부 현측 스프링과 후크를 사용한다. 후크는 발목 손잡이와 연결되어 환자가 걸을 때 신발을 들어 올린다.

## 같이 보기
- 다발성 근염
- 포함체 근육염